# Bruck am Ziller
Bruck am Ziller este un oraș în Austria.